# International Standard Identifier for Libraries and Related Organizations
International Standard Identifier for Libraries and Related Organisations (ISIL), ISO 15511, är en standard för unika identifierare för bibliotek och liknande organisationer, till exempel arkiv och museer.
Danska Slots- og Kulturstyrelsen är det internationella organ som ansvarar för underhåll av standarden och registret.
Ett ISIL är alfanumeriskt, och max 16 tecken. Tillgängliga tecken är A–Z, 0–9, snedstreck, bindestreck och kolon.